# Церква Святої Параскеви П'ятниці (Білокриниця)
Церква Святої Параскеви П'ятниці в Білокриниці — парафія і храм греко-католицької громади Підгаєцького деканату Бучацької єпархії Української греко-католицької церкви в селі Білокриниця Тернопільського району Тернопільської области.
Оголошена пам'яткою архітектури місцевого значення.

## Історія церкви
Вперше про греко-католицьку парафію в селі Білокриниця згадується близько 1708 року в реєстрі церков, складеному єпископом Йосифом Шумлянським. У 1723 році на місці старої церкви Святого Іллі збудували новий храм Святої Параскеви П'ятниці. Ця церква, яка згоріла, мала два престоли: Святої Параскеви і Святого Іллі, але з 1803 року відома лише як церква Святої Параскеви. Після першого поділу Польщі у 1772 році парафія стала філією материнської церкви в Новосілці (Кут).
У 1866–1867 роках на місці згорілого храму збудували нову дерев'яну церкву, також на честь святої Параскеви, яка, в свою чергу, згоріла 13 лютого 1936 року. Після цього богослужіння тимчасово проводилися в костелі Святих Апостолів Петра і Павла. У 1946 році, після виселення поляків, цей колишній костел передали церковній громаді.
У 1932 році громада відновила самостійну парафію, до якої увійшли Білокриниця, Михайлівка, Бронгалівка і колонія Михайлівка-Поплави. У листопаді 1946 року греко-католицька парафія була ліквідована, а її місце зайняла православна парафія Московського патріархату. 7 липня 1990 року громада разом з адміністратором церкви о. Миколою Сухарським повернулася до УГКЦ. У вересні 2007 року парафія знову отримала статус самостійної.
Канонічні візитації на парафії проводили:
- Митрополит Сильвестр Сембратович — 2 вересня 1886 року.
- Митрополит Андрей Шептицький — 1 червня 1901 року.

У селі є каплиця (2012) на знак польсько-українського порозуміння, фігура Матері Божої (2009) та чотири придорожні хрести. Біля церкви встановлено фігури святих Петра і Павла (1936), місійний дерев'яний хрест і копія чудотворного образу Ченстоховської Божої Матері. На парафії діють спільнота «Матері в молитві» і Вівтарна дружина.

## Парохи
- о. Стефан Вороневич (1712—1748),
- о. Василь Вороневич (1748),
- о. Григорій Чировський (до 1850),
- о. Іполит Янович (1850—1868)
- о. доктор Олександр Бачинський (адміністратор 1868—1871),
- о. Микола Маринович (1871—1879)
- о. Павло Дурбак (адміністратор 1879—1880)
- о. Лука Яримович (1880—1896),
- о. Теодозій Кунасевич (адміністратор 1896—1897)
- о. Григорій Содомора (1897—†1916),
- о. Василь Томович (завідатель 1916—1918)
- о. Аполінарій Осадца (1921—1932),
- о. Петро Барановський (1932—1933),
- о. Осип Коровець (1935—1945),
- о. Микола Сухарський (7 липня 1990—серпень 2004),
- о. Володимир Крижанівський (серпень 2004—вересень 2007),
- о. Володимир Литвинів (з 9 вересня 2007).